# FIBAアジアチャレンジ
FIBAアジアチャレンジ（FIBA Asia Challenge）は、FIBAアジアが主催する男子バスケットボールの国際大会である。

## 概略
アジア勢のレベルアップを目的として、2004年に新設された大会である。当初の大会名はFIBAアジアスタンコビッチカップ（FIBA-Asia Stanković Cup）で、アジア勢の低迷を気にかけていた当時の国際バスケットボール連盟（FIBA）事務総長・ボリスラヴ・スタンコビッチに由来する。なお、スタンコビッチの名を冠した大会としては他に「スタンコビッチ・コンチネンタル・チャンピオンズカップ」がある。優勝チームには開催翌年のアジアカップ（ワールドカップやオリンピックの予選を兼ねる）の出場権が、2位～5位のチームが所属するサブゾーンにはそれぞれ出場枠が与えられる（アジア選手権開催地除く）。
第1回大会は2004年11月に8ヶ国が参加して台湾で開催された。以降は2年毎、すなわち世界選手権とオリンピックの開催年に行われる予定であったが、2006年のシリア大会は中東情勢不安により中止となった。このため、2008年のクウェート大会が第2回として行われる。
2012年よりFIBAアジアカップ（FIBA Asia Cup）に改称。
2016年より大会名をFIBAアジアチャレンジに再び改称。

## 大会成績
| 回 | 開催年    | 開催地     |          | 決勝     | 決勝         | 決勝       |            | 3位決定戦  | 3位決定戦 | 3位決定戦 |
| 回 | 開催年    | 開催地     | 優勝     | スコア   | 準優勝       | 3位        | スコア     | 4位        |           |           |
| 1  | 2004 詳細 | 台北       | カタール | 82-65    | 韓国         | 台湾       | 82-60      | シリア     |           |           |
|    | 2006      | シリア     | （中止） | （中止） | （中止）     | （中止）   | （中止）   | （中止）   | （中止）  |           |
| 2  | 2008 詳細 | クウェート | ヨルダン |          | カザフスタン |            | クウェート |            | カタール  |           |
| 3  | 2010 詳細 | ベイルート | レバノン | 97-59    | 日本         | カタール   | 80-75      | フィリピン |           |           |
| 4  | 2012 詳細 | 東京       | イラン   | 53-51    | 日本         | カタール   | 79-63      | フィリピン |           |           |
| 5  | 2014 詳細 | 武漢       | イラン   | 89-79    | 台湾         | フィリピン | 80-79      | 中国       |           |           |
| 6  | 2016 詳細 | テヘラン   | イラン   | 77-47    | 韓国         | ヨルダン   | 94-72      | イラク     |           |           |